# Masdevallia racemosa
Masdevallia racemosa är en orkidéart som beskrevs av John Lindley. Masdevallia racemosa ingår i släktet Masdevallia och familjen orkidéer. Inga underarter finns listade i Catalogue of Life.

## Bildgalleri

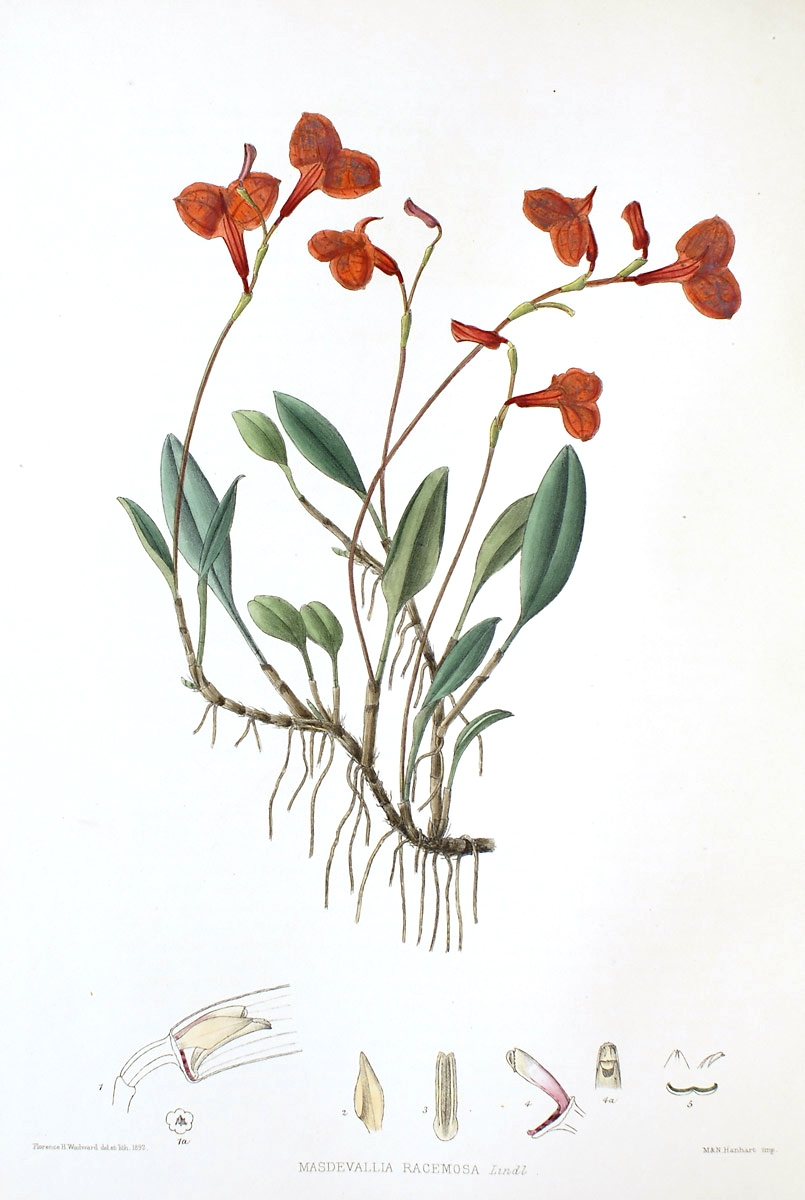